# Frankenwaldbrücken
Die Frankenwaldbrücken sind zwei geplante Hängebrücken, die Lohbachtalbrücke und die Höllentalbrücke. Im Rahmen dieses Projekts soll ein fünf Kilometer langer Wanderweg durch einen Teil des Naturparks Frankenwald eingerichtet werden, der über zwei Fußgängerbrücken führt. Seit 2017 plant der Landkreis Hof mit den örtlich betroffenen Kommunen die Hängebrücken über das Lohbachtal und das besonders geschützte Höllental, um damit den Tourismus anzukurbeln. Die Planung wurde an das Architekturbüro Walch und Partner und das Ingenieurbüro Schlaich Bergermann Partner übertragen. Der Baubeginn der Brücken soll im Jahre 2027 erfolgen, die Fertigstellung wird nach zwei Jahren Bauzeit 2029 erwartet.

## Lage und Gestaltung
Der Ausgangspunkt der Gesamtanlage soll südlich von Lichtenberg am Frankenwaldsee an einem Besucherzentrum mit Parkmöglichkeiten, Gastronomie, Ticketshop, Toiletten liegen. Ein Fußweg über die Angerleite zum Kesselfels führt zu dem Zugang der ersten Brücke, der 1030 Meter langen Höllentalbrücke. Die Höllentalbrücke wird das Naturschutzgebiet Höllental im Landkreis Hof etwa über dem Wasserkraftwerk Höllental an der Selbitz auf einer Länge von etwa 1030 Metern teils über 100 Metern Höhe überspannen und endet auf der Höllental-Terrasse im Issigauer Ortsteil Eichenstein. Die Traglast der Höllentalbrücke kann 2.000 Personen aufnehmen, man rechnet mit ca. 200.000 Besuchern pro Jahr. Zum Schutz des Naturschutzgebiets wurde die ursprünglich geplante Länge der Brücke von 700 Meter auf 1030 Meter erweitert, sie kommt komplett ohne Unterspannung und damit ohne Fundamente für Abspannungen aus. Die Tragseile der Brücke laufen stattdessen oberhalb der Geländer. Es soll die weltweit längste freigespannte Fußgängerbrücke werden.
Der Weg führt über die Höllentalbrücke zurück zum Kesselfels und über einen rund 450 Meter langen Fußweg auf dem Bergrücken Schwedenstein zum Anfangspunkt der 387 Meter langen Lohbachtalbrücke, die mit nur je einem Pylon am Start- und Endpunkt der Brücke geplant ist. Nach der Machbarkeitsstudie von 2017 erfolgt die Abspannung schräg nach hinten an den Außenmauern am nördlichen Rande der Burgruine Lichtenberg vorbei, um die Ruine selbst nicht zu beeinträchtigen und die Erfordernisse des Denkmalschutzes zu berücksichtigen. Die Silhouette der Ruine wird durch die Beschränkung auf einen Tragseil tragenden Mast, der nicht über die Ruine hinausragt, optisch nicht beeinträchtigt.
Sowohl die Lohbachtal- als auch die Höllentalbrücke verlaufen leicht S-förmig, orientieren sich dabei am Verlauf der Selbitz, die durch das Tal fließt. Beide Brücken bestehen aus filigranen Stahlkonstruktionen, die Geländer aus Edelstahlnetzen. Die Wegstrecke vom Besucherzentrum über die beiden Brücken, durch die Altstadt von Lichtenberg und zurück beträgt fünf Kilometer.

## Planung und Kosten
Die Projektidee wurde um 2015 entwickelt, die Planungen für die Umsetzung laufen weiterhin. Im August 2020 erteilte Umweltminister Thorsten Glauber (Freie Wähler) eine Ausnahmegenehmigung für den Bau der umstrittenen Hängebrücke und setzte sich damit über die Bedenken der Experten des Naturschutzbeirates der Regierung von Oberfranken hinweg.
Nach dem Beschluss des endgültigen Bebauungsplans kann der Landkreis Hof als Bauherr den Bau beantragen. Gegner des Projekts, wie etwa der Bund Naturschutz und der Landesbund für Vogelschutz, haben bereits Klagen angekündigt, um den Bau der Brücken zu verhindern. Neben den Kosten ist ein Kritikpunkt, dass eine der beiden Brücken über das Höllental führen soll. Es ist das größte Naturschutzgebiet im Landkreis Hof und ist aufgrund seiner Tier- und Pflanzenwelt als sogenanntes FFH-Gebiet – Flora-Fauna-Habitat-Gebiet – auch von der EU geschützt.
Die Kosten, die vom Landkreis Hof als Bauherr und Betreiber zu tragen sind, wurden 2019 mit 22,3 Millionen Euro angesetzt, darunter 4,35 Millionen Euro für die Lohbachtalbrücke und 9,135 Millionen für die Höllentalbrücke, dazu noch Ausgaben für das Besucherzentrum, Naturschutz- und Marketingmaßnahmen und die Aufenthaltsplattform Höllentalterrasse. Es wird eine Förderung durch das Land Bayern von 70 % erwartet. Neue Kalkulationen nehmen einen Kostenrahmen von 42 Millionen Euro an, die Brücken können bei einem Eintrittspreis von mindestens 18,80 Euro pro Person ohne finanzielle Verluste betrieben werden. Dabei geht man von jeweils 300.000 Besucherinnen und Besuchern in den ersten beiden Jahren, später von 200.000 Menschen, aus.